# Joe Klocek
Joe Klocek, född 24 juni 1995 i Brisbane, är en australisk skådespelare.
Klocek har bland annat medverkat i filmen My Lady Jane och TV-serien Nowhere Boys.

## Filmografi (i urval)
- 2016–2018 – Nowhere Boys (TV-serie)
- 2024 – My Lady Jane